# Zlatna kolekcija
Zlatna kolekcija – kompilacja zespołu Hari Mata Hari. Została wydana w 2006 roku.

## Tytuły piosenek
1. „Prsten i zlatni lanac”
2. „Ti znaš sve”
3. „A gdje je ona (slatka k'o bombona)”
4. „Ružmarin”
5. „Ne lomi me”
6. „Crni snijeg”
7. „Je ne pijem”
8. „Ja imam te, a k'o da nemam te”
9. „Sedamnaest ti je godina”
10. „Na more dođite”
11. „Sjeti se ljeta”
12. „Zjenico oka moga”
13. „Što me mamiš”
14. „Svi moji drumovi”
15. „Kad dođe oktobar”
16. „Nema čega nema”
17. „Kad jesen zamuti”
18. „Napiši mi na čelo”
19. „Otkud ti k'o sudbina”
20. „Ja nemam snage da te ne volim”
21. „K'o prvi dan”
22. „Kao domine”
23. „Vječno u nju zaljubljen”
24. „Reci srećo”
25. „Strah me da te volim”
26. „Nek' nebo nam sudi”
27. „Idi, idi”
28. „Što je bilo, bilo je”
29. „Bilo je lijepo dok je trajalo”
30. „Poslije nas”
31. „Volio bi' da te ne volim”
32. „Javi se”
33. „Ja te volim najviše na svijetu”
34. „Ostavi suze za kraj”
35. „Baš ti lijepo stoje suze”

## Członkowie zespołu

### Hari Mata Hari
- Hajrudin Varešanović - wokal
- Izo Kolećić - perkusja
- Karlo Martinović - gitara solo
- Nihad Voloder - gitara basowa